# 澳門科技大學體育館

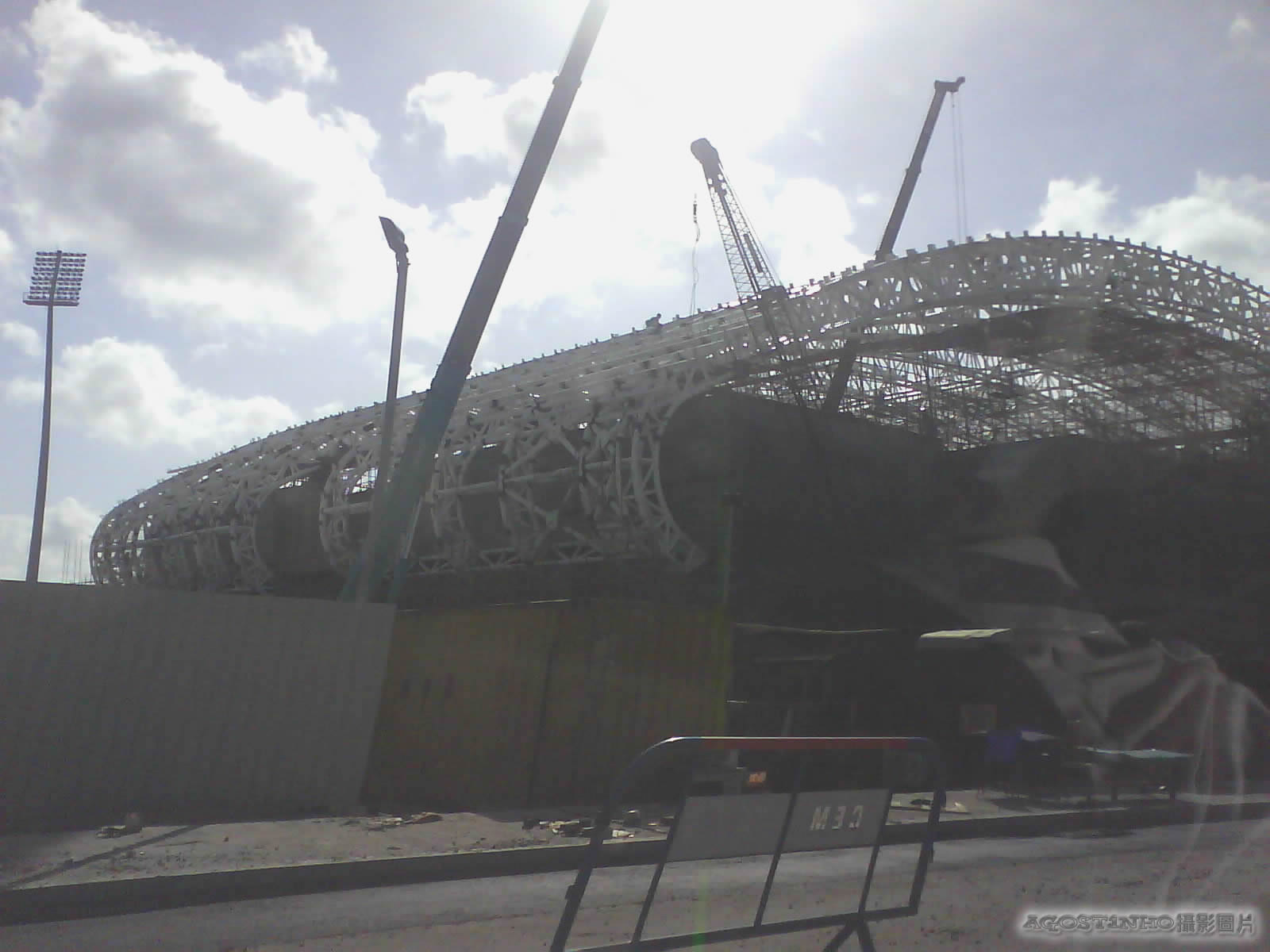
興建中的澳門科技大學體育館外貌（2007年6月3日）

澳門科技大學體育館（葡萄牙語：Estádio de Universidade de Ciência e Tecnologia de Macau）位於澳門科技大學校園內、澳門科技大學運動場之側，是澳門科技大學第二個具國際水平的體育設施。

## 簡介
澳門科技大學體育館佔地11400平方米，由第二屆亞洲室內運動會澳門組織委員會所設計，可容納約1500人。此外，運動場可舉辦各種各樣的室內球賽，且設有極限運動及20米高的攀石牆。而戶外的廣場也可供公眾休憩。

## 興建過程
體育館於2004年年中開始動工，主要為了2007年亞洲室內運動會的舉辦而興建，並進行趕工，務求在2007年亞洲室內運動會的舉辦前一個月完工，可惜未能如願。
澳門科技大學體育館最終於2007年10月20日啟用，並於10月20及21日為2007年亞洲室內運動會進行試運轉（即測試賽），成為2007年亞洲室內運動會的其中一個體育場館，但至今仍未舉行任何啟用儀式或開幕禮。

## 管理權
澳門科技大學體育館本屬第二屆亞洲室內運動會組織委員會股份有限公司固定資產，第二屆亞洲室內運動會組織委員會股份有限公司於2008年1月1日清算及結算後，體育館參照澳門科技大學運動場的模式，已移交至體育局，並由澳門科技大學代為管理。

## 先進技術
澳門科技大學體育館有三項高新科技產品，實現了在頒奬和升旗的同時全自動化、計分系統化，更設有LED大屛幕顯示系統作現場直播賽事，令澳門科技大學體育館以及澳門的運動場館的設備更為科技化。
北京華體聯合科技有限公司是為隸屬於中華人民共和國國家體育總局的科研開發公司，為澳門科技大學體育館開發及採用最新資訊技術的LED大屛幕顯示系統（LED大屛幕有兩個，因電子項目可以令賽會及與會人士作判斷有否違背規則。）。LED大屛幕顯示系統整合了和奧米加（Omega）記分計時系統為一體。LED大屛幕顯示系統除比賽文字資訊外，聲音、畫面等綜合資訊同時顯現
第三代頒奬升旗系統是中國首個採用的頒奬升旗系統，令國旗上升與國歌奏播時配合得宜，避免及消除了“國旗升到頂、國歌還在奏”的尷尬情況出現。
記分計時系統由原先的電子化系統向網絡化系統作出進步，即由過往單純由人手計時，進而至今計時結果與大屛幕即時顯示。。

## 交通

### 巴士
T417 科大／機場貨運站（M.U.S.T.／Terminal de Carga do Aeroporto）
路線：35、50B、51、N5
T429 機場大馬路／科大醫院（Av. do Aeroporto／M.U.S.T.-Hospital）
路線：51

### 輕軌
█  氹仔線科大站（A出口）

## 曾辦盛事
- 2007年亞洲室內運動會（電子競技項目）